# Regne de Nri
El Regne de Nri (igbo: Ọ̀ràézè Ǹrì) (948-1911) fou un estat medieval de l'Àfrica Occidental dels nri-igbos, un subgrup dels igbos, al sud-est de l'actual estat de Nigèria. El Regne de Nri es considera atípic a la història del govern mundial perquè el seu líder no exercia cap mena de poder militar entre les seus súbdits. Més aviat, el regne existia com una esfera d'influència política i religiosa, el radi d'acció de la qual abastava la major part d'Igboland. Aquest regne era administrat per un rei-sacerdot (rei sagrat) denominat eze Nri.
El regne era un refugi segur per a tots aquells que havien estat refusats de les seves comunitats i fins i tot els esclaus eren alliberats. Nri es va expandir gràcies a les conversions, guanyant la lleialtat de les comunitats veïnes, sense imposar-se per la força. Es diu que el fundador regi de Nri, Eri, era un ésser del cel que va baixar a la Terra per a establir la civilització. Una de les herències més conegudes de la civilització de Nri és el seu art, per exemple, manifestat en els objectes de bronze d'Igbo Ukwu.
La cultura de Nri va influir permanentment sobre tota la cultura igbo, sobretot a través de la religió i els tabús. Aportà nous conceptes avançats sobre la figura del creador Chineke i sobre l'univers en general.
El colonialisme britànic i el comerç d'esclaus van contribuir al declivi del regne. Durant els anys 1960, el Regne de Nri ha viscut un cert renaixement sociocultural.

## Història

Mapa de l'Àfrica Precolonial

El Regne de Nri és considerat com l'element fundacional de la cultura Igbo. Nri i Aguleri, on resideix l'origen del mite de la creació igbo, estan en el territori del clan Umeuri, que traça el seu llinatge fins a la figura patriarcal-reial Eri. Els orígens d'Eri no estan clars, tot i que ha estat descrit com un «ésser del cel», enviat per Chukwu (‘Déu’). Eri és reconegut per haver facilitat originalment l'ordre social del poble d'Anambra. La història de Nri pot dividir-se en sis períodes principals: el període pre-Eri (previ al 948), el període Eri (948-1041), la migració i unificació (1042-1252), l'apogeu de l'hegemonia Nri (1253-1679), el declivi de l'hegemonia i el col·lapse (1677-1936) i el renaixement sociocultural (1974-present). El 1911 una expedició realitzada per les tropes colonials britàniques va obligar el regnant eze Nri a renunciar al poder ritual de la religió coneguda com a ikenga, posant fi al regne de Nri com a poder polític i incorporant-lo als establiments Britànics de l'Àfrica Occidental.

### Fundació

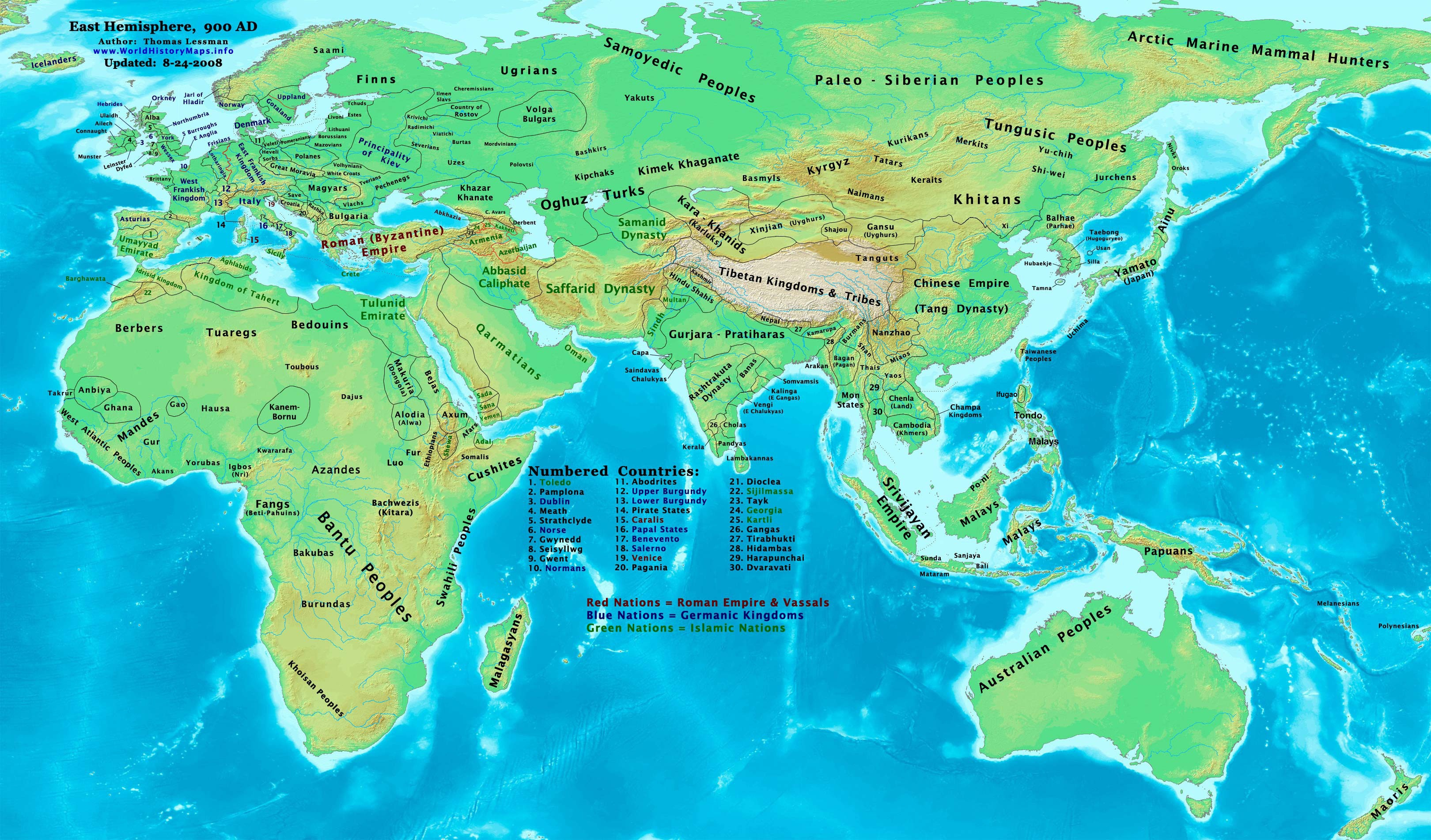
Hemisferi Oriental a finals del segle IX d.C. mostran Nri i altres civilitzacions.

L'evidència arqueològica mostra que el temps de l'hegemonia Nri a la zona habitada pels igbos podria haver arribat al segle ix, ja que s'han trobat tombes reials que daten com a mínim del segle X. Es pensa que Eri, el déu-fundador de Nri, s'hauria establert a la regió al voltant de l'any 948. El primer Eze (rei) de Nri, Ìfikuánim va succeir directament a Eri. Segons la història oral igbo, el seu regnat va començar el 1043. Com a mínim un historiador situa el regnat d'Ìfikuánim a una època molt posterior, al voltant de l'any 1225.
El 1911 es van registrar els noms dels dinou eze Nri, però és difícil traslladar aquesta llista a la cronologia real, ja que hi apareixen llargs períodes d'interregnes entre tots els nomenaments reials. La tradició manté que, com a mínim, havien de passar set anys entre la mort d'un eze Nri fins que es pogués elegir-ne el successor. El període interregne servia com un temps d'endevinacions dels signes a partir de l'eze que havia mort, que comunicaria la seva elecció del seu successor des de la tomba. Independentment de la data real d'inici, aquest període marca el començament del Regne de Nri com una institució de govern centralitzada.

### Apogeu i caiguda
La colonització i expansió del Regne de Nri es va aconseguir mitjançant l'enviament de mbùrichi o conversos cap a altres assentaments. La lleialtat cap l'eze Nri s'aconseguia no mitjançant la força militar, si no a través d'un jurament ritual. Envers el segle xiv, la influència de Nri s'estenia molt més enllà de la regió nuclear igbo, des de la seva zona septentrional fins a assentaments també igbo de la riba occidental del riu Níger i fins i tot arribava a comunitats implicades en el Regne de Benín Hi ha una forta evidència que sosté que la influència de Nri es va estendre més enllà d'Igboland i va arribar fins a Benín i zones del sur d'Igala, com Idah. En el seu moment culminant, el Regne de Nri tenia influència sobre gairebé tota l'Igboland i més enllà. Entre els anys 1100 i 1400 va ser quan va assolir la seva màxima extensió.
L'hegemonia de Nri sobre una bona part d'Igboland va perdurar des dels regnats del quart eze Nri fins al regnat del novè. A partir d'aquell moment, van sorgir patrons de conflicte que s'observen en els regnats del desè al catorzè eze Nri; això segurament mostra la importància monetària del comerç d'esclaus de l'època. La religió nadiua es mostrà incapaç de contenir la influència del món exterior per les oportunitats econòmiques que oferia el comerç d'esclaus. L'hegemonia Nri va declinar a principis del Segle XVIII Tot i això, va sobreviure de manera molt reduïda i es va anar debilitant progressivament fins al 1911. Aquest any les tropes britàniques van forçar a l'eze Nri regnant a renunciar al poder ritual del culte religiós conegut com a ikénga, acabant així amb el Regne de Nri com poder polític.

## Govern

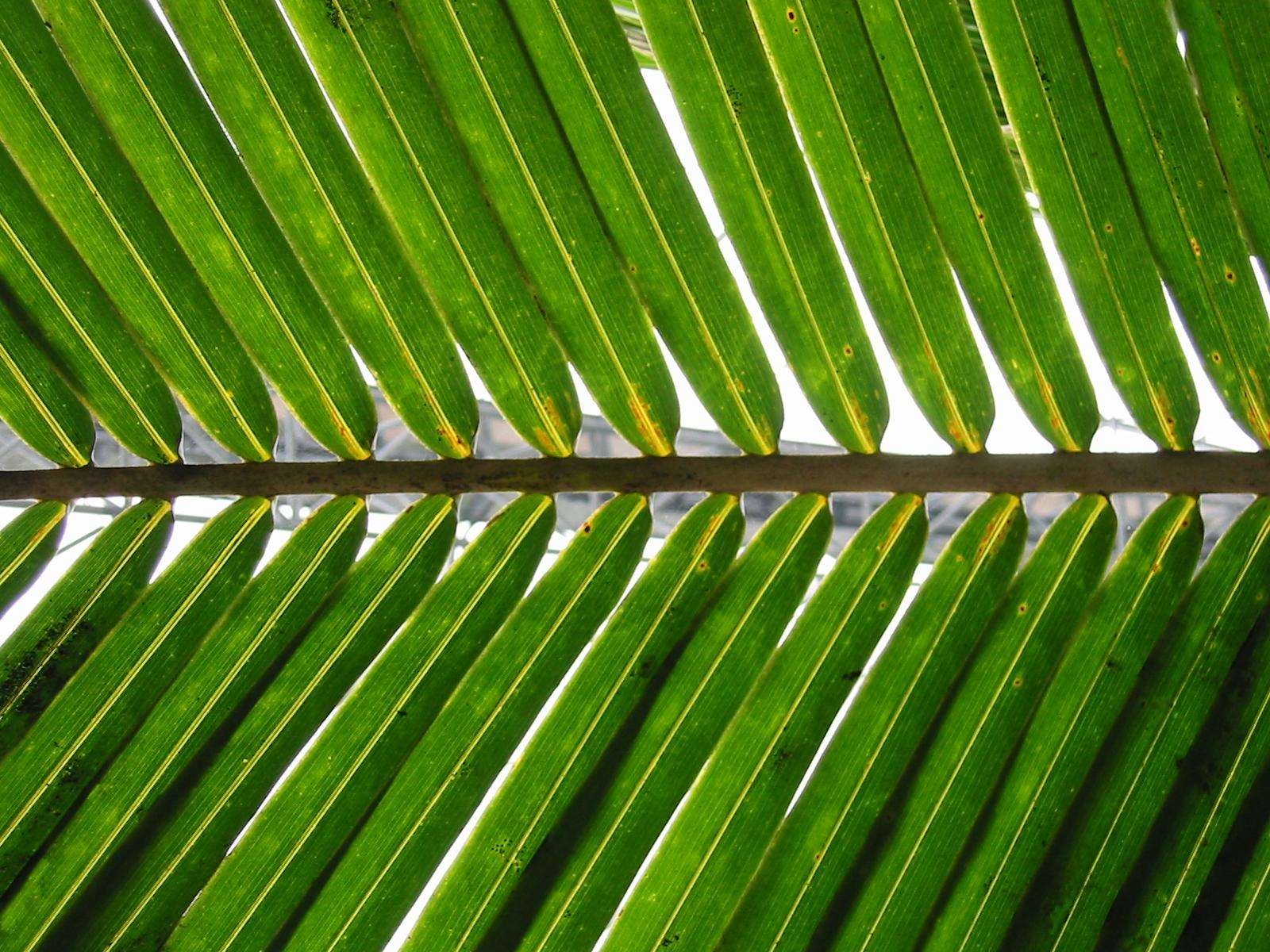
Una branca de palma verda fou el símbol de Nri.

Pràcticament totes les comunitats d'Igboland estaven organitzades d'acord amb un sistema de títols. Tant els igbos de l'oest del riu Níger com els que habitaven a seva la ribera est van desenvolupar la monarquia que governaren els estats d'Aboh, Onitsha i Oguta amb el títol d'Obi. Els igbos de Nri, al mateix temps, van desenvolupar un sistema estatal basat en el poder ritual.
El Regne de Nri fou una «polis religiosa», una espècie d'estat teocràtic que es va desenvolupar en la zona central d'Igboland. Els nri tenien un codi simbòlic tabú format per una tipologia de sis tabús. Aquests també incloïen tabús humans (com els bessons), animals, relatius a objectes, temporals, de comportament, de llenguatge i de lloc. Les regles sobre aquests tabús eren utilitzades per a educar i regir els subordinats de Nri. Això va suposar que, mentre diferents igbos podien viure sota diferents administracions formals, tots els seguidors de la religió Igbo havien d'acatar les regles de la fe i obeir el seu representant a la terra, el eze Nri.
L'omu (una fulla de palma verda) era un símbol important de la religió Nri s'utilitzava per a sacralitzar i governar. Aquesta s'utilitzava com a protecció per a les delegacions que estaven en viatge o per a guardar certs objectes. Una persona o un objecte que portessin una branca d'omu eren considerats com protegits. La influència d'aquests símbols i institucions es van estendre molt més enllà de Nri pròpiament i aquest sistema socio-polític igbo únic es va demostrar capaç de controlar àrees més àmplies que les simples aldees o ciutats.
El poble de Nri va estar compromès amb la pau durant molts anys. Aquest pacifisme religiós estava arrelat en la creença que la violència era una abominació que contaminava la Terra. L'eze Nri podia declarar una forma d'excomunió de l'odinani Nri contra els que violessin alguns determinats tabús. Els membres de l'Ikénga podien aïllar comunitats senceres per aquesta forma de setge ritual.

### Eze Nri
Eze Nri és el títol que ostentava el governant de Nri que també significava un poder ritual i místic, però no militar. Era una figura ritual més que no pas un rei en el sentit europeu. L'eze Nri era elegit després d'un període d'interregne durant el que els electors esperaven que els poders sobrenaturals es manifestessin en el nou eze Nri. Era instal·lat en el seu càrrec després d'una travessia simbòlica fins a Aguleri, al riu Anambra. Se suposa que allà utilitzava els seus poders màgics per a recollir pedres sota l'aigua, se sotmetia a un enterrament i exhumació simbòlics i era ungit en argila blanca, que simbolitzava la seva puresa. Quan es moria un eze Nri era enterrat, assegut en una habitació de fusta. Era considerat un governant diví en tots els aspectes.

### Culte a Ìkénga
Tot i que l'eze Nri vivia relativament apartat dels seus subordinats, utilitzava un grup de funcionaris coneguts com a ndi Nri, el rol dels quals s'ha afirmat que era similar al dels jesuïtes. Aquests especialistes en rituals eren fàcilment identificables per les seves escarificacions facials o ichi, viatjaven amb ambaixades rituals de pau amb l'objectiu de purificar la Terra dels crims humans. L'ndi Nri exercia autoritat a zones àmplies d'igboland i tenia poder per a escollir el següent eze Nri.
Les zones sota la influència Nri, denomenades Odinani Nri, estaven obertes al viatge dels ndi Nri perquè realitzessin en elles rituals i asseguressin l'harmonia en els assumptes locals. Els homes que formaven part d'un odinadi Nri podien representar a l'eze Nri i compartir la seva autoritat si compraven una sèrie de títols anomenats Ozo i Nze. El que ostentava un títol d'aquesta categoria era conegut com a mbùrichi, i passava a configurar-se com l'extensió del sistema polític religiós de Nri. Així, tenien el control dels mitjans agrícoles i determinaven la culpa o innocència en les disputes. Tant els sacerdots ndi com els nobles mbùríchi pertanyien a l'Ikénga, el culte de la mà dreta. El déu Ìkénga estava dedicat a l'assoliment i al poder, que totes dues estaven associats amb la mà dreta.

## Economia
Nri va mantenir la seva important autoritat fins al segle xvi. La pau que era ordenada per la religió Nri i reforçada per la presència dels mbùrichi va permetre que es desenvolupés el comerç. Els Nri representaven en bronze cavalls (que no sobrevivien a la seva zona per la mosca tse-tse) i petxines que eren costoses de portar fins a Nri; aquests indicaven la riquesa dels seus intercanvis comercials. S'ha trobat i desenterrat un dignatari de Nri amb marfil, que també indica que el comerç era important entre els nri. Les rentes que obtenien els mbùrichi en els seus viatges també eren una font d'ingressos de Nri.
A diferència de nombroses economies africanes de l'època, Nri no va practicar el comerç d'esclaus ni l'esclavitud. En algunes zones dels dominis de Nri, com Agukwu aquesta no es va reconèixer i per això són considerades santuari. Després de la tria del desè eze Nri, qualsevol esclau que posés els peus a la terra Nri era considerat lliure.
Nri tenia una important xarxa de comerç intern i relacions comercials amb l'exterior i la seva economia estava basada en un alt grau en aquest comerç. Altres activitats importants de l'economia de Nri eren la caça i l'agricultura. Eri, l'ésser del cel va ser el primer que va posar el seu nom als dies; eke, oye, afor i nkwo, els noms dels quatre esperits governants. Eri va rebel·lar l'oportunitat del temps als igbo que utilitzessin els dies per a intercanviar béns i coneixements.

## Cultura

### Art

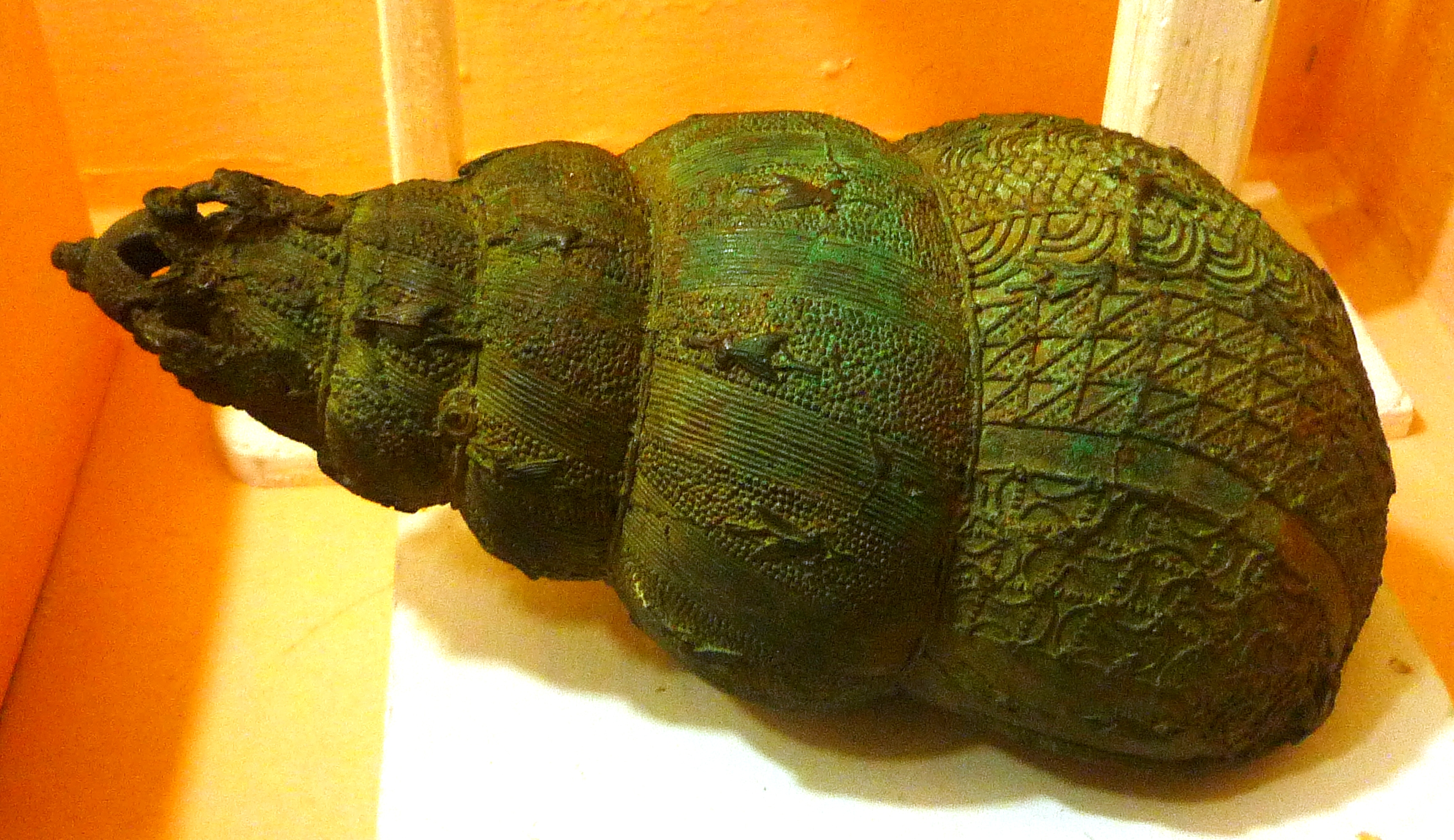
Una vaixella ceremonial de bronze feta al voltant del. Bronze trobat a Igbo-Ukwu.

A Igbo-Ukbu, localitat del regne que estava molt a pro del mateix Nri, es practicaven diverses tècniques de fosa del bronze fent servir caps d'elefant com a motius. Els bronzes d'Igbo-Ukwu es comparen als d'Ife i del Regne de Benín, però provenen d'una tradició diferent i estan associats amb l'eze Nri. A Igboland va ser el lloc on es desterrà el primer cos de bronzes nigerians, datats del segle ix, cosa que els fa és antics que Ife.
Sembla que Nri va tenir influència no només religiosa si no també artística en tot el baix Níger. Les escultures que s'hi han trobat són bronzes semblants als d'Igbo-Ukw. Les grans escultures del Regne de Benín, però, foren sempre foses amb percentatges de zinc afegits més grans.
Els bronzes d'Igbo-Ukwu destaquen pel seu detall. Descriuen ocells, serps, camaleons i altres aspectes naturals com per exemple la incubació d'un ocell. També s'hi troben carabasses i vaixelles. Les peces són tan detallades que fins i tot s'hi representen petits insectes. Cap d'aquests detalls extraordinaris fou fet de manera separada. Els bronzes estaven fets en una única peça. Igbo-Ukwu posa de manifest l'existència d'una tradició de treball del bronze primerenca a Nri.

### Religió
A Nri foren bàsics els cultes de la terra. La tradició oral de Nri afirma que s'havia d'oferir una ofrena de nyams a l'eze Nri a canvi de les benediccions. Nri era una terra sagrada pels igbos que seguien els seus edictes. Servia com a lloc en què els pecats i tabús es podien absoldre amb el simple fet d'entrar-hi. Cada igbo que vivia lluny del centre de poder enviava als nens que no eren normals a Nri per a aconseguir la seva neteja ritual abans que morissin.
Els habitants de Nri creien que el sol era el lloc en el que hi havia la llar d'Anyanwu (llum) i Agbala (fertilitat). Agbala era l'esperit col·lectiu de tots els éssers sagrats (humans i no humans). Agbala era l'agent perfecte de Chukwu o Chineke (el Déu Creador) i escollia els seus agents humans i no humans només pel seu mèrit. Transcendia la religió, la cultura i el gènere i acompanyava als humils i verdaders. Creien que Anyanwu, la Llum, era un símbol de la perfecció humana que tots han de buscar i es confiava a Agbala per a portar-hi els homes fins allà.

## Tradició
La tradició Nri estava basada en el concepte de pau, veritat i armonia. Va estendre aquesta ideologia a través dels comerciants Ozo, que viatjaven a Nri i van disseminar les pràctiques de Nri a altres comunitats. Aquests homes s'identificaven mitjançant les escarificacions facials. Els Nri creien en la neteja i purificació de la Terra (una força sobrenatural a la que els Nri van denominar Ana i Ajana). que podia netejar els crims.

### La cerimònia del recompte d'anys
El festival Igu Aro (recompte de l'any) fou un festival reial que l'eze Nri va utilitzar per a mantenir la seva influència sobre les comunitats sobre les que tenia autoritat. Cadascuna d'aquestes comunitats enviava representants per a pagar tributs durant la cerimònia, mostrant així la seva lleialtat. En acabar, l'eze Nri donava als representants una medicina yam i una benedicció de fertilitat per a les seves comunitats. El festival era vist com un dia de pau aquells dies estaven prohibides algunes activitats com, per exemple, la sembra i el soroll innecessari. Igu Aro fou un esdeveniment regular que feia que l'eze Nri pogués parlar amb els representants de totes les comunitats.

### Escarificació Nri

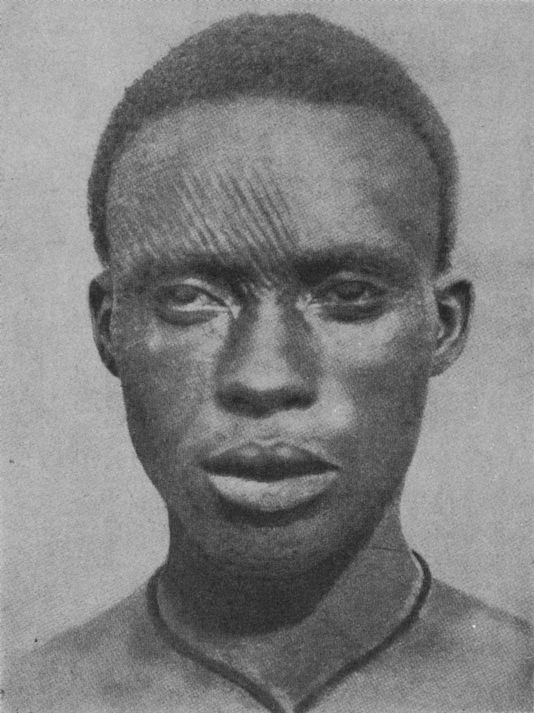
Un home igbo portant marques facials de noblesa conegudes como Ichi.

L'escarificació ritual a Nri era anomenada Ichi. N'hi havia dos estils: l'estil Nri i l'estil Agbaja. A l'estil Nri, la línia realitzada sobre la pell corre des del centre del front cap a baix fins a la barbeta.; hi ha una segona línia que travessa la cara des de la galta dreta fins a l'esquerra. Això era repetit per a obtenir un patró que imités els rajos del sol. A l'estil Agbaja, els patrons circulars i semicirculars són afegits a les incisions inicial per a representar la lluna. Aquestes escarificacions eren atorgades als representants de l'eze Nri, els mbùríchi.Les escarificacions eren un mitjà a través del qual s'honrava al sol a Nri, a qui es venerava i suposava una forma de purificació ritual.
L'escarificació tenia el seu origen en la mitologia Nri. Es creia que Nri, el fill d'Eri que va establir la ciutat de Nri, havia demanat a Chukwu (el Gran Déu)ajuda en el moment d'una gran fam. Chukwu, llavors, li va demanar que tallés el cap del seu primer fill i de la seva primera filla i que les plantés, creant així una "connexió de sang" entre els igbo i la deïtat de la terra, Ana. Abans d'això, s'ordenà a Nri que marquès ichi als seu front. Del cap de la seva illa va sorgir el coco de nyam i del cap del seu fill va sortir el nyam (aquests eren dos productes de cultiu bàsics dels Nri). Així, Chukwu va ensenyar a Nri a domesticar a les plantes. A partir d'aquest relat mitològic surt la tradició que el primer fill i la primera filla de l'eze fossin sotmesos a l'escarificació facial set dies després del seu naixement. Nri, el fill d'Eri, també va obtenir el coneixement de la medicina del nyam (ogwu ji). Els pobles d'altres comunitats igbo feien peregrinacions fins a Nri per a rebre aquest coneixement a canvi dels seus tributs anuals.